# Аслъ Енвер
Аслъ Енвер (на турски: Aslı Enver) е турска актриса.

## Биография
Аслъ Енвер е родена на 10 май 1984 година в Англия. До 12-годишна възраст живее в Англия. Там пее в църковен хор. Завършва гимназия по изящни изкуства, а висшето си образование получава в университета „Златният рог“ в Истанбул, специалност театър. Първата си роля в телевизията, получава в сериала Hayat Bilgisi. Получава по-голяма популярност с младежкия сериал Мечтатели (Kavak Yelleri), където изпълнява една от главните роли, тази на Мине Ергун. През 2012 година, след дълъг кастинг в търсене на актриса за главната женска роля, в сериала Suskunlar, продуцентите се спират на Аслъ и ѝ поверяват ролята на Аху. В паузата между първия и втория сезон на сериала, се омъжва за дългогодишния си приятел, актьора Биркан Сокуллу. През лятото на 2013 година участва в игралния филм Tamam Mıyız?  на режисьора Чаан Ърмак. През 2013 участва в продуцирания от D Yapım и Kanal D сериал Тайни (Kayıp). В него тя дава живот на героинята Йозлем Албайрак. През 2014 изпълнява главната роля в сериала Наричай ме вече Хиджран (Bana Artık Hicran De). Следва роля в сериала Достатъчно е да си щастлив (Mutlu Ol Yeter). През пролетта на 2015 г. заедно с актрисата и нейна близка приятелка Долунай Сойсерт, участват в театралната постановка Personel. През лятото на 2015 участва в игралния филм Kardeşim Benim, чиято премиера е на 16 януари 2016 г.
Месец по-късно, през февруари 2016 г., стартира телевизионния сериал на продуцентска къща Endemol „Зимно слънце“ (Kış Güneşi), в който Аслъ изпълнява главната женска роля. Неин партньор е младият актьор Шюкрю Йозйълдъз.
Последната ѝ роля в телевизията е в сериала „Завинаги“ (Istanbullu Gelin), чието излъчване започна в началото на март 2017 по телевизия Star TV. В него Аслъ си партнира с известния актьор, сценарист и режисьор Йозджан Дениз. Малко преди снимките на сериала да започнат, двамата бяха отново пред камера, а причината игралния филм „Другата страна“ (Öteki Taraf), чиято премиера се състоя по-късно същата година.

## Личен живот
На 13 юли 2012 година се омъжва за актьора Биркан Сокуллу.
На 27 август 2015 година адвокатите на двойката правят изявление, в което съобщават, че двамата се развеждат.

## Филмография

### Кино
| Година | Заглавие                     | Роля  | Режисьор        |
| ------ | ---------------------------- | ----- | --------------- |
| 2002   | Ayna                         |       | Егемен Санаджак |
| 2013   | Добре ли сме? / Tamam Mıyız? | Бесте | Чаан Ърмак      |
| 2016   | Братко мой / Kardeşim Benim  | Дерйа | Мерт Байкал     |
| 2017   | Другата страна / Öteki Taraf | Едже  | Йозджан Дениз   |

### Телевизия
| Година      | Заглавие                                       | Роля              | Режисьор                                                     |
| ----------- | ---------------------------------------------- | ----------------- | ------------------------------------------------------------ |
| 2002        | Uzay Sitcomu                                   |                   |                                                              |
| 2003        | Hayat Bilgisi                                  | Хазал             | Таркан Карлъдаа                                              |
| 2007 – 2011 | Мечтатели / Kavak Yelleri                      | Мине Ергун        | А. Танер Елхан Жале Инджекол Керем Чакъроолу                 |
| 2012        | Безмълвните / Suskunlar                        | Аху Кумрал        | Умур Турагай Чаатай Тосун Чааръ Вила Лотсувалъ Хатидже Мемиш |
| 2013 – 2014 | Тайни / Kayıp                                  | Йозлем Албайрак   | Зейнеп Гюнай Тан Дениз Колош Баран Йозчайлан                 |
| 2014        | Наричай ме вече Хиджран / Bana Artık Hicran De | Хиджран Ейюпоолу  | Волкан Коджатюрк                                             |
| 2015        | Достатъчно е да си щастлив / Mutlu Ol Yeter    | Зейнеп Гюзелтепе  | Керем Чакъроолу Башак Сойсал                                 |
| 2016        | Зимно слънце / Kış Güneşi                      | Нисан             | Мурат Онбул Дениз Колош                                      |
| 2017 – 2019 | Завинаги / İstanbullu Gelin                    | Сюрея Дениз Боран | Зейнеп Гюнай Тан Дениз Колош                                 |
| 2020 –      | Вавилон / Babil                                | Айше Караали      | Улуч Байрактар                                               |

### Театър
| Година | Заглавие | Театър                           | Режисьор     | Роля |
| ------ | -------- | -------------------------------- | ------------ | ---- |
| 2015   | Personel | Театър „Крафт“ / Craft Tiyatrosu | Чаа Чалъшкур | Ема  |

### Реклами
| Година | Име                  |
| ------ | -------------------- |
| 2007   | Yapı Kredi           |
| 2007   | Lescon               |
| 2008   | Molped               |
| 2009   | Mavi Yeşil           |
| 2016   | Elseve L'Oreal Paris |
| 2017   | Penti                |
| 2018   | DeFacto              |

## Награди и номинации
| Награди и номинации | Награди и номинации                                                 | Награди и номинации                                                                                        | Награди и номинации         | Награди и номинации |
| Година              | Награда                                                             | Категория                                                                                                  | Филм – Сериал               | Резултат            |
| ------------------- | ------------------------------------------------------------------- | --- | --------------------------- | ------------------- |
| 2016                | Yıldız Teknik Üniversitesi İşletme Kulübü                           | Най-любима театрална актриса за 2015-а                                                                     | Personel                    | награда             |
| 2017                | 3.Elele Avon Kadın Ödülleri                                         | Актриса на годината                                                                                        | Зимно слънце / Kış Güneşi   | номинация           |
| 2017                | Yıldız Teknik Üniversitesi İşletme Kulübü                           | Най-любима кино актриса за 2016-а                                                                          | Братко мой / Kardeşim Benim | награда             |
| 2017                | 44-ти награди „Златна пеперуда“ / 44.Pantene Altın Kelebek Ödülleri | Най-добра актриса в драма                                                                                  | Истанбулска невеста         | награда             |
| 2017                | 6.Bilkent Tv Ödülleri                                               | Най-добра актриса в драма                                                                                  | Истанбулска невеста         | награда             |
| 2018                | Marketing Türkiye The One Ödülleri                                  | Kadın Marka Yüzü Ödülü                                                                                     |                             | награда             |
| 2018                | 45-и награди „Златна пеперуда“ / 45.Pantene Altın Kelebek Ödülleri  | Най-добра актриса в драма                                                                                  | Истанбулска невеста         | номинация           |
| 2018                | 45-и награди „Златна пеперуда“ / 45.Pantene Altın Kelebek Ödülleri  | Най-добра телевизионна двойка (Аслъ Енвер и Йозджан Дениз) / En İyi Dizi Çifti (Aslı Enver ve Özcan Deniz) | Истанбулска невеста         | номинация           |